# Puerto Padre
Puerto Padre è un comune di Cuba, situato nella provincia di Las Tunas. Si trova nella parte costiera della provincia, in un estuario (Estero El Espanolito) che si apre sulla baia omonima.
La cittadina, soprannominata la città dei Mulini, ha una storia che risale al XVI secolo. A partire da metà del XIX secolo, con la costruzione del primo mulino per la lavorazione della canna da zucchero, Puerto Padre si è convertita in un centro industriale. Oggi è un noto centro turistico.
Il comune è diviso nei barrio di Chaparra, Delicias, Estrada Palma, La Lima, La Yaya, Los Alfonsos, Maniabón, Norte, San Manuel, Santa María, Sur, Vedado e Yarey.

## Società

### Evoluzione demografica
Nel 2004 il comune di Puerto Padre contava, su un'area totale di 1.178 km², una popolazione di 93.705 abitanti per una densità di 79,5 persone per km².

## Amministrazione

### Gemellaggi
- Vaiano Cremasco